# Heraclia diffusa
Heraclia diffusa là một loài bướm đêm trong họ Noctuidae.